# رالف ويب
رالف ويب هو سياسي كندي، ولد في 30 أغسطس 1886، وتوفي في 1 يونيو 1945 في أوتاوا في كندا.